# 亞格盧什
49°28′59″N 24°29′21″E / 49.48306°N 24.48917°E
亞格盧什（烏克蘭語：Яглуш），是烏克蘭西部的村莊，隸屬伊萬諾-弗蘭科夫斯克州的伊萬諾-弗蘭科夫斯克區。該村面積10.75平方公里，2001年人口283，人口密度每平方公里26.3人。